# واتسلاو پروپال
واتسلاو پروپال (انگلیسی: Václav Prospal؛ زادهٔ ۱۷ فوریهٔ ۱۹۷۵) بازیکن هاکی روی یخ اهل جمهوری چک است.
از باشگاه‌هایی که در آن بازی کرده‌است می‌توان به نیویورک رنجرز، فیلادلفیا فلایرز، تمپا بی لایتنینگ، و آناهایم داکس اشاره کرد.